# Materia periodística
En periodismo, materia periodística es sinónimo de material periodístico, o sea noticia, artículo periodístico, reportaje, crónica, artículo de opinión, editorial. Estas nuevas estructuras de comunicación surgieron a raíz de un nuevo interés público por los hechos de actualidad, o sea por los sucesos y acontecimientos nuevos o recientes, e incluso por las opiniones e interpretaciones sobre ellos.
La objetividad periodística es un atributo que debe ser transmitido al texto final que se da a difusión, salvo en los editoriales y en los artículos de opinión, en los que justamente se esperan opiniones e interpretaciones. Pero, para lograr ser objetivo, además de redactar en un estilo claro y conciso, el periodista debe procurar presentar los hechos de manera exhaustiva, siendo honesto en la redacción (o sea tratando de no sesgar la presentación con una opinión interesada), y jerarquizando los contenidos de acuerdo a la realidad y a criterios generales.
El material periodístico debe elaborarse cumpliendo ciertas propiedades o características, tales como credibilidad, oportunidad, precisión, consistencia, completitud, que, en conjunto, producen la cualidad fundamental: utilidad. Todo material periodístico, en algún aspecto al menos debe ser útil para los receptores, y en general un apoyo a la toma de decisiones y/o a la formación de opiniones personales.